# Ponte di Öland
Il ponte di Öland è un ponte sullo Stretto di Kalmar, tra la terraferma e l'isola di Öland, in Svezia. Lungo 6 072 metri, è uno dei ponti più lunghi d'Europa. Sorretto da 156 piloni, fu inaugurato il 30 settembre 1972 dopo circa 4 anni di lavori.